# Storzingen
Storzingen is een plaats in de Duitse gemeente Stetten am kalten Markt, deelstaat Baden-Württemberg, en telt 400 inwoners (2005).